# Etrema capillata
Etrema capillata é uma espécie de gastrópode do gênero Etrema, pertencente à família Clathurellidae.